# Inge Sedlmaier
Inge Sedlmaier (* 4. Mai 1925 in Landshut; † 13. März 1976 in Bischofswiesen) war eine deutsche Turnerin.

## Karriere
Inge Sedlmaier war die erste Person aus Landshut, die an Olympischen Spielen teilnahm. Bei den Olympischen Spielen 1952 in Helsinki wurde sie mit der deutschen Mannschaft Fünfte im Mannschaftsmehrkampf und Vierte in der Gruppengymnastik. Ihr bestes Einzelresultat erzielte sie mit Rang 52 in der Bodenübung.
Darüber hinaus nahm Sedlmaier an den Weltmeisterschaften 1954 teil, wo sie mit der deutschen Mannschaft im Mehrkampf Fünfte wurde.

## Trivia
In ihrer Heimatstadt Landshut trägt inzwischen eine Straße ihren Namen.